# Сюллюкюн
Сюллюкюн (якут. сүлүүкүн) — у якутській міфології, духи, що живуть у глибині озер і річок. Зовні схожі на людей, однак на обличчі відсутні брови, а зріст значно менший від людського. Ведуть сімейний спосіб життя, розводять худобу, багаті, вміють передбачати долю. З'являються на землі під час святок (виходять з ополонок), щоб на них не потрапила освячена вода. Ночують на кладовищах або в порожніх будинках. Люблять гру в карти. При цьому виграні гроші обертаються при денному світлі на мох.
Часто користуються послугами баб-повитух, які допомагають їхнім дружинам народжувати. Платять за це щедро, однак з часом (через сім днів) гроші перетворюються на сміття.